# 德国战车
雷姆斯汀（發音：[ˈʁamʃtaɪn]）是一個在1994年成立的德國樂團，由蒂尔·林德曼（主唱）、理查德·克魯斯帕（主奏吉他）、保罗·兰德斯（节奏吉他）、奥利·里德尔（貝斯）、克里斯多夫·施奈德（鼓手）、克里斯蒂安·洛倫茨（鍵盤）六人組成。他們的音樂風格包含了重金屬/工業金屬和電子音樂的元素，在德國當地，該團體亦被視為NDH（新德意志硬派搖滾）的一員。他們的歌曲絕大部分都以德语演唱，多张專輯在全球已銷售超過千萬。
網傳雷姆斯汀名字来源于1988年在德国拉姆斯泰因镇上发生的空难，多加的一个"m"使名字的涵意变为撞城车。然而樂團否認此說法。

## 歷史

### 成立與早期（1994年以前）
乐团是由吉他手 理查德·克魯斯帕 所成立。1989年，他逃至西柏林，並組成樂團 Orgasm Death Gimmicks。這段期間，他受到美國音樂的影響，尤其是 Kiss。在柏林圍牆倒塌之後，他回到施威林，當時的提爾·林德曼是當地的編籃工，並在 First Arsch 樂團擔任鼓手。
當時，理查德與 The Inchtabokatables 樂團的奧利·里德爾、Die Firma 的克里斯多夫·施奈德住在一起。理查德意識到之前的音樂並不適合他，他想要一種結合機器和吉他的音樂。於是三人開始一同創作，但理查德發現同時創作音樂和歌詞非常困難，因此說服提爾加入雷姆斯汀。理查德第一次發現到提爾是某次無意中聽到他在工作時唱歌。
1994年的柏林舉辦一場業餘樂團的競賽，獲勝者可以到專業錄音室錄製一張四首歌曲的 Demo。他們贏得了這場比賽，並引起保羅·蘭德斯的注意，他在聽完 Demo 後希望能加入樂團。為了讓音樂更為完整。雷姆斯汀試著邀請先前與保羅同為 Feeling B 團員的 克里斯蒂安·洛倫茨加入。一開始洛倫茨感到猶豫，但最終還是同意加入樂團。

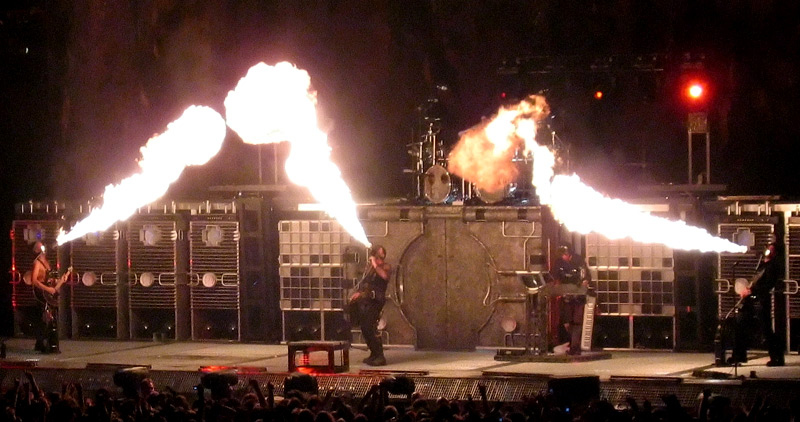
2004年11月18日，法国尼姆（Nimes）。雷姆斯汀團員帶著噴火器表演《Feuer Frei》。

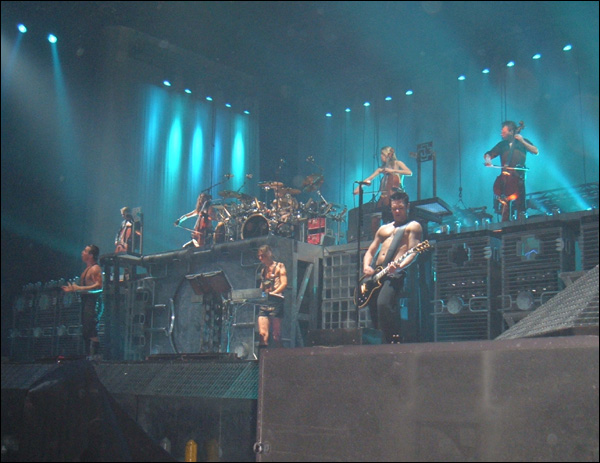
雷姆斯汀與金屬啟示錄的演出

### 《Herzeleid》（1995–1997）
1995年3月，雷姆斯汀開始錄製第一張專輯《Herzeleid》，由Jacob Hellner擔任製作人。 8月17日發行第一張單曲《Du Riechst so Gut》，9月24日推出專輯。同年，樂團與  Clawfinger 一同在華沙與布拉格舉行巡迴演唱。12月2日至22日，雷姆斯汀在德國舉行17場的巡迴演唱，成功的提升樂團知名度。1996年初，他們繼續舉行數場演唱，並在1月8日發行第二張單曲《Seemann》。
3月27日，雷姆斯汀前往倫敦演出 MTV 的節目《Hanging Out》，是他們第一次在英國演出。樂團首度在德國之外獲得主流市場的注目，是九吋釘靈魂人物、音樂指導 Trent Reznor 將他們的《Heirate Mich》與《Rammstein》兩首歌曲選進大衛·林區的影片《驚狂》（Lost Highway）之中。電影原聲帶於1996年秋天在美國發行，並在稍後於1997年4月在歐洲發行。
1996年9月至10月，雷姆斯汀在德國、奧地利、瑞士舉行巡迴演唱會，並在9月27日舉行周年演唱會「100 years of Rammstein」。演唱會的來賓包括了魔比（Moby）、Bobo 和 Berlin Session Orchestra，柏林藝術家 Gert Hof 則負責燈光秀。

### 《Sehnsucht》與《柏林現場》（1996年下半年–2000）
1996年11月，雷姆斯汀前往馬爾他的 Temple Studios 錄製專輯《Sehnsucht》。 這次一樣由 Jacob Hellner 擔任製作人。專輯中的第一首單曲《Engel》在1997年4月1日推出，5月23日在德國認證為金唱片。隨後這張單曲發行歌迷板《Engel Fan Edition》，收錄兩首未發表的歌曲《Feuerräder》、《Wilder Wein》。專輯的第二首單曲是《Du hast》，在1997年8月攻占德國單曲榜第五名。
之後樂團持續舉行巡迴，1997年8月22日正式推出《Sehnsucht》專輯。專輯在發行兩周後登上排行榜冠軍。此時，首張專輯《Herzeleid》與《Sehnsucht》中的兩支單曲（《Engel》和《Du hast》）都在排行榜前二十名。1997年9月到11月，雷姆斯汀在歐洲各地舉行場場滿座的演唱會，隨後發行翻唱自發電廠樂團的歌曲《Das Modell》。這張單曲還收錄了另一首未發行的歌曲《Kokain》。1997年12月5日，雷姆斯汀與 KMFDM 舉行樂團在美國的首次巡迴。
1998年8月22日至23日，雷姆斯汀在柏林 Wuhlheide 演唱，吸引了超過17,000名歌迷進場，是他們當時最大的一場演唱會。暖場樂團和歌手包括了 Danzig、尼娜·哈根、Joachim Witt 以及 Alaska。這場演唱會將發行現場DVD《柏林現場》。
1998年9月至10月，雷姆斯汀與崆樂團、Ice Cube、Orgy、林普巴茲提特一同參加「Family Values tour」。11月2日，《Sehnsucht》在美國認證為金唱片。
雷姆斯汀被當年的MTV歐洲音樂大獎提名為「最佳搖滾藝人」，並在11月12日的典禮中演唱《Du hast》。
1999年2月，雷姆斯汀被第42屆葛萊美獎提名為「最佳金屬演出」。8月30日，發行《柏林現場》的CD版，限量版則是雙CD版本。兩周後，《柏林現場》登上德國專輯榜冠軍。9月13日，發行《柏林現場》錄影帶版，11月26日發行DVD版。

## 成員
雷姆斯汀自從1994年組建成立之日起一直保持著同樣的樂團陣容，這在人員更迭頻繁的重金屬樂團中可謂鳳毛麟角。
樂團成員宣稱如果有任一人脫團，那將意味著雷姆斯汀的解散。洛倫茲經常說自己並非樂團的正式成員，而是跟樂團“協作”。
理查德·克魯斯帕（Richard Z. Kruspe）：主音吉他手、和聲
保羅·蘭德斯（Paul H. Landers）：節奏吉他手、和聲
蒂爾·林德曼（Till Lindemann）：主唱、口琴
克里斯蒂安·洛倫茨（Christian "Flake" Lorenz ）：鍵盤手
奧利·里德爾（Oliver "Ollie" Riedel）：貝斯手
克里斯多夫·施奈德（Christoph Schneider）：鼓手

## 音樂作品

### 正規專輯
- 1995：《心痛》(Herzeleid)
- 1997：《渴望》(Sehnsucht)
- 2001：《母親》（Mutter）
- 2004：《旅途》(Reise, Reise)
- 2005：《玫瑰紅》(Rosenrot)
- 2009：《無私的愛》(Liebe ist für alle da)
- 2019：《無標題》(無標題，官方通稱Rammstein)
- 2022：《歲月》(Zeit)

### 現場專輯
- 1999：《柏林现场》 (Live aus Berlin)
- 2006：《躲避球》（Völkerball）
- 2015：《雷姆斯汀在美國》（Rammstein in Amerika）
- 2017：《雷姆斯汀：巴黎》（Rammstein: Paris）

### 精選輯
- 2011：《德國製造1995-2011》(Made in Germany 1995–2011)

### 單曲
- 1995：《你聞起來真棒》(Du Riechst so Gut)
- 1996：《水手》（Seemann)
- 1997：《天使》（Engel)
- 1997：《你有/你狠》（Du hast)
- 1997：《模特兒》（Das Model)
- 1998：《你聞起來真棒'98》(Du Riechst so Gut'98)
- 1998：《裸》（Stripped)
- 2001：《灰飛煙滅》(Asche zu Asche)
- 2001：《太陽》(Sonne)
- 2001：《左2-3-4》 (Links 2-3-4)
- 2001：《我想》 （Ich will）
- 2002：《母親》 （Mutter）
- 2002：《開火!》 （Feuer frei!）
- 2004：《我的部分》 （Mein Teil）
- 2004：《亞美利堅/美國》 （Amerika）
- 2004：《沒有你》 （Ohne dich）
- 2005：《沒有慾望》 （Keine Lust）
- 2005：《汽油》 （Benzin）
- 2005：《玫瑰紅》（Rosenrot）
- 2006：《人對抗人》（Mann gegen Mann）
- 2009：《陰道》（Pussy）
- 2010：《我傷害了你》（Ich tu dir weh）
- 2010：《鯊魚》（Haifisch）
- 2011：《我的國土》 (Mein Land）
- 2012：《我的心在燃烧》（Mein Herz brennt）
- 2019：《德意志》(Deutschland）
- 2019：《收音機》 (Radio)
- 2019：《外國人》(Ausländer）
- 2022：《歲月》 (Zeit）
- 2022：《喀擦喀擦》 (Zick Zack）
- 2022：《恐懼》 (Angst）

## 演唱會列表
雷姆斯汀以其演唱會著名，演唱會門票預售前就售罄是家常便飯，演唱會大多會在歐洲地區舉辦（部分如北美或南美為其次），以下為所辦過演唱會。
- Club Tour (1994–1995)
- Herzeleid Tour (1995–1997)
- Sehnsucht Tour (1997–2001)
- Family Values Tour 1998 (22 September 1998 – 31 October 1998)
- Mutter Tour (2001–2002)
- Pledge of Allegiance Tour (2001; in between the August–November dates of the Mutter Tour)
- Ahoi Tour (Reise, Reise Tour) (2004–2005)
- Liebe Ist Für Alle Da Tour (2009–2011)
- Made in Germany 1995–2011 Tour (2011–2013)
- Rammstein Tour 2016 (2016)
- Rammstein Festival Tour 2017 (2017)
- Rammstein Stadium Tour (2019 and 2022)